# Сборная Болгарии по пляжному футболу
Сборная Болгарии по пляжному футболу — национальная команда, которая представляет Болгарию на международных соревновательных дисциплинах по пляжному футболу. Управляется Болгарским футбольным союзом.
По состоянию на июнь 2024 года Болгария в мировом рейтинге пляжного футбола занимает 87 место.

## История
На международном уровне Болгария дебютировала в 2007 году в рамках турнира последнего шанса, являвшегося квалификацией на чемпионат мира. Команда вылетела из турнира уже после первого матча, уступив Австрии со счётом 2:7. В 2009 году в рамках квалификации на чемпионат мира Болгария уступила во всех трёх матчах своей группы против Италии (2:9), Украины (1:7) и Эстонии (4:13). В дальнейшем команда ещё четыре раза принимала участие в отборочных кампаниях на мундиаль, но ни разу не одерживала побед.
В июне 2013 года болгары стали вторыми на турнире Umag Beach Soccer Masters в Хорватии, уступив в финальной игре Чехии (5:6).
Впервые в Евролиге сборная Болгарии выступила в 2013 году, где в дивизионе «Б» одержала лишь одну победу в последнем матче в дополнительное время против Норвегии (2:1). В 2014 году обыграв Эстонию (5:4) в матче за седьмое место, Болгария стала предпоследней в финальном раунде дивизиона «Б».
Во втором раунде Евролиги 2018 года в дивизионе «Б» болгары одержали три победы в группе против Андорры (10:1), Чехии (6:3) и Норвегии (5:3). В матче за третье место в промофинале Болгария уступила Казахстану (3:4). В следующем году команда вновь должна была сыграть в промофинале, но отказалась от участия из-за административных причин, а её место досталось Эстонии. Поражение от Литвы с разгромным счётом 1:6 не позволило команде выйти в промофинал 2021 года. В дальнейших розыгрышах Болгария участия не принимала.

## Статистика

### Квалификация на чемпионат мира
| Год   | Результат      | И              | В              | В+             | П              | ГЗ             | ГП             |
| ----- | -------------- | -------------- | -------------- | -------------- | -------------- | -------------- | -------------- |
| 2008  | не участвовала | не участвовала | не участвовала | не участвовала | не участвовала | не участвовала | не участвовала |
| 2009  | групповой этап | 3              | 0              | 0              | 3              | 7              | 29             |
| 2011  | групповой этап | 3              | 0              | 0              | 3              | 5              | 17             |
| 2013  | групповой этап | 3              | 0              | 0              | 3              | 4              | 9              |
| 2015  | групповой этап | 3              | 0              | 0              | 3              | 7              | 16             |
| 2017  | групповой этап | 3              | 0              | 0              | 3              | 8              | 15             |
| 2019  | не участвовала | не участвовала | не участвовала | не участвовала | не участвовала | не участвовала | не участвовала |
| 2021  | не участвовала | не участвовала | не участвовала | не участвовала | не участвовала | не участвовала | не участвовала |
| Всего | 5/8            | 15             | 0              | 0              | 15             | 31             | 86             |